# Fußball in São Tomé und Príncipe

Logo der Federação Santomense de Futebol

Fußball ist im afrikanischen Inselstaat São Tomé und Príncipe vermutlich die beliebteste Sportart.
Das Land war seit seiner Entdeckung und Besiedlung durch die Portugiesen 1471 portugiesische Kolonie. Bis heute ist Fußball in São Tomé und Príncipe durch seine portugiesischen Ursprünge und Beziehungen geprägt, beispielsweise durch Filialvereine portugiesischer Klubs, etwa Sporting Lissabon. Auch spielen viele são-toméische Fußballer in Portugal.
Der nationale Fußballverband der Republik São Tomé und Príncipe ist die Federação Santomense de Futebol (FSF). Sie gründete sich 1975, nach der Unabhängigkeit des Landes von Portugal im gleichen Jahr. Die FSF organisiert die nationalen Fußball-Ligen und ist für die Fußballnationalmannschaft von São Tomé und Príncipe zuständig.

## Vereinsfußball
Seit 1977 richtet der FSF die nationale Meisterschaft aus, den Campeonato Santomense de Futebol. Seit 2013 tritt dabei der Sieger der Liga Insular (Inselliga) von São Tomé gegen den Sieger der Liga Insular von Príncipe in Hin- und Rückspiel an. Zuvor wurde der Landessieger in nur einem Finalspiel ermittelt. Auf Príncipe spielen sechs Vereine der Insel in der ersten Inselliga, von denen der am Ende letztplatzierte in die zweite Liga, die Segunda Divisão absteigt. Auf der wesentlich größeren Insel São Tomé unterhält der FSF drei Spielebenen. Zehn (bis 2012 zwölf) Vereine spielen dort in der obersten Inselliga, der Primeira Divisão. Darunter folgt eine zweite Liga, die Segunda Divisão, mit ebenfalls zehn Vereinen. Die unterste Stufe stellt die dritte Liga, die Terceira Divisão, die in zwei Gruppen zu je fünf Mannschaften gegliedert ist.
Rekordsieger des Campeonato Santomense ist der Klub Sporting Clube da Praia Cruz mit 6 Titeln, gefolgt von Vitória Futebol Clube do Riboque mit 5 Meisterschaften (Stand 2014). Erstmals gewann 2014 der UDRA de Angolares die Landesmeisterschaft. Damit gelang ihm, mit seinem 2014 geglückten zweiten Sieg des Landespokals in Folge, erstmals das Double.
In verschiedenen einzelnen Jahren wurde die Meisterschaft ausgesetzt, in Folge von politisch instabilen Situationen im Land oder finanzieller Notlage des Verbandes. Bisher ging der Titel 22 Mal an Vereine aus São Tomé, sieben Titel gingen auf die Insel Príncipe.
Der Landespokal Taça Nacional de São Tomé e Príncipe wird zuerst auf den beiden Hauptinseln ausgespielt. Die beiden Gewinner ermitteln den Pokalsieger dann in einem Endspiel. Rekordhalter ist mit acht Pokalsiegen Vitória Riboque.

## Nationalmannschaft
Die Fußballnationalmannschaft von São Tomé und Príncipe nimmt seit 1994 an Turnieren der FIFA teil. Bisher konnte sie sich weder für eine Weltmeisterschaft noch für eine Afrikameisterschaft noch für die Afrikanischen Nationenmeisterschaften qualifizieren. Zwischen 2003 und 2011 war sie weitgehend inaktiv.
Im Dezember 2014 belegte São Tomé und Príncipe den 170. Platz in der FIFA-Weltrangliste. Seine höchste FIFA-Platzierung erreichte die Auswahl im März 2012 mit dem 115. Platz, die schlechteste im September 2007 mit dem 200. Platz.

## Frauenfußball
Seit 2002 wird in São Tomé und Príncipe eine einheitliche Landesmeisterschaft ausgespielt. Die erste Liga, der Campeonato Nacional de Futebol Feminino,  umfasst 10 Mannschaften.
Die São-toméische Fußballnationalmannschaft der Frauen konnte sich bisher für keinen internationalen Wettbewerb qualifizieren. 2010 wurde die Auswahl São Tomés auf Platz 59 der FIFA-Weltrangliste der Frauen geführt.